# Wilhelm Cahn
Wilhelm Cahn (* 15. März 1839 in Mainz; † 10. August 1920 in Berlin) war ein deutscher Diplomat.

## Leben
Cahn war der Enkel eines reformierten Rabbiners aus Mainz.
Nach dem Besuch eines Mainzer Gymnasiums studierte Cahn Orientalistik in Gießen, Würzburg und Heidelberg. Er wurde 1857 Mitglied der Burschenschaft Germania Gießen, 1858 Mitglied der Burschenschaft Teutonia Würzburg und 1860 war er Mitbegründer der Burschenschaft Arminia Würzburg. 1860 promovierte er in Gießen zum Dr. phil.
Von 1863 bis 1865 war Cahn Privatsekretär bei der Badischen Gesandtschaft in Paris und von 1865 bis 1867 bei der Sächsischen Gesandtschaft in Paris, dann von 1868 bis 1874 Kanzleivorsteher bei der Bayerischen Gesandtschaft in Paris. In dieser Eigenschaft erlebte er in Paris den Deutsch-Französischen Krieg, die Belagerung und die Zeit der Pariser Kommune, welche Erfahrungen er in seinen Pariser Gedenkblättern ausführlich beschreibt.
1874 trat Cahn in den Auswärtigen Dienst des Deutschen Reichs ein und war als Expedient tätig. 1886 wurde er zum Legationsrat und zum Ständigen Hilfsarbeiter, 1897 zum Geheimen Legationsrat ernannt. 1901 trat er in den Ruhestand.
Mit Felix Bamberg zählte Cahn zu den einzigen Juden, die unter Bismarck in den Dienst des deutschen Auswärtigen Amtes aufgenommen wurden. Nach Bambergs Pensionierung 1887 war er neben Georg Eger (1848–1914) und Paul Meyer (1844–1925) einer von nur drei jüdischen Beamten in der höheren preußischen Staatsverwaltung und im Reichsdienst.
Cahn verfasste einen Standardkommentar zum deutschen Staatsangehörigkeitsrecht des Kaiserreichs. Er gilt als Vorkämpfer des Grundsatzes expatriatio est delenda, womit er entscheidend zur Erhaltung des Deutschtums im Ausland beitrug.

## Werke (Auswahl)
- Reichs- und Staatsangehörigkeitsgesetz vom 22. Juli 1913. 4. Aufl., Berlin 1914 (Kommentar zum RuStAG aus 1913; Digitalisat in der Google-Buchsuche)
- Das Reichsgesetz über die Erwerbung und den Verlust der Reichs- und Staatsangehörigkeit vom 1. Juni 1870. Berlin 1889, 1896 und 1908 (Vorauflagen des Kommentars; Digitalisat der zweiten, vermehrten und verbesserten Auflage)
- Vorschriften betreffend Rechtshilfe im Ausland, 1887
- Pariser Gedenkblätter, zwei Bände, Berlin 1898
- Im belagerten Paris 1870/1871. Tagebuchaufzeichnungen von Wilhelm Cahn, Insel-Verlag, Leipzig 1915